# Pelargonium tetragonum
Pelargonium tetragonum är en näveväxtart som först beskrevs av Carl von Linné d.y., och fick sitt nu gällande namn av L'her.. Pelargonium tetragonum ingår i släktet pelargoner, och familjen näveväxter. Inga underarter finns listade i Catalogue of Life.